# Fjäll (zoologi)

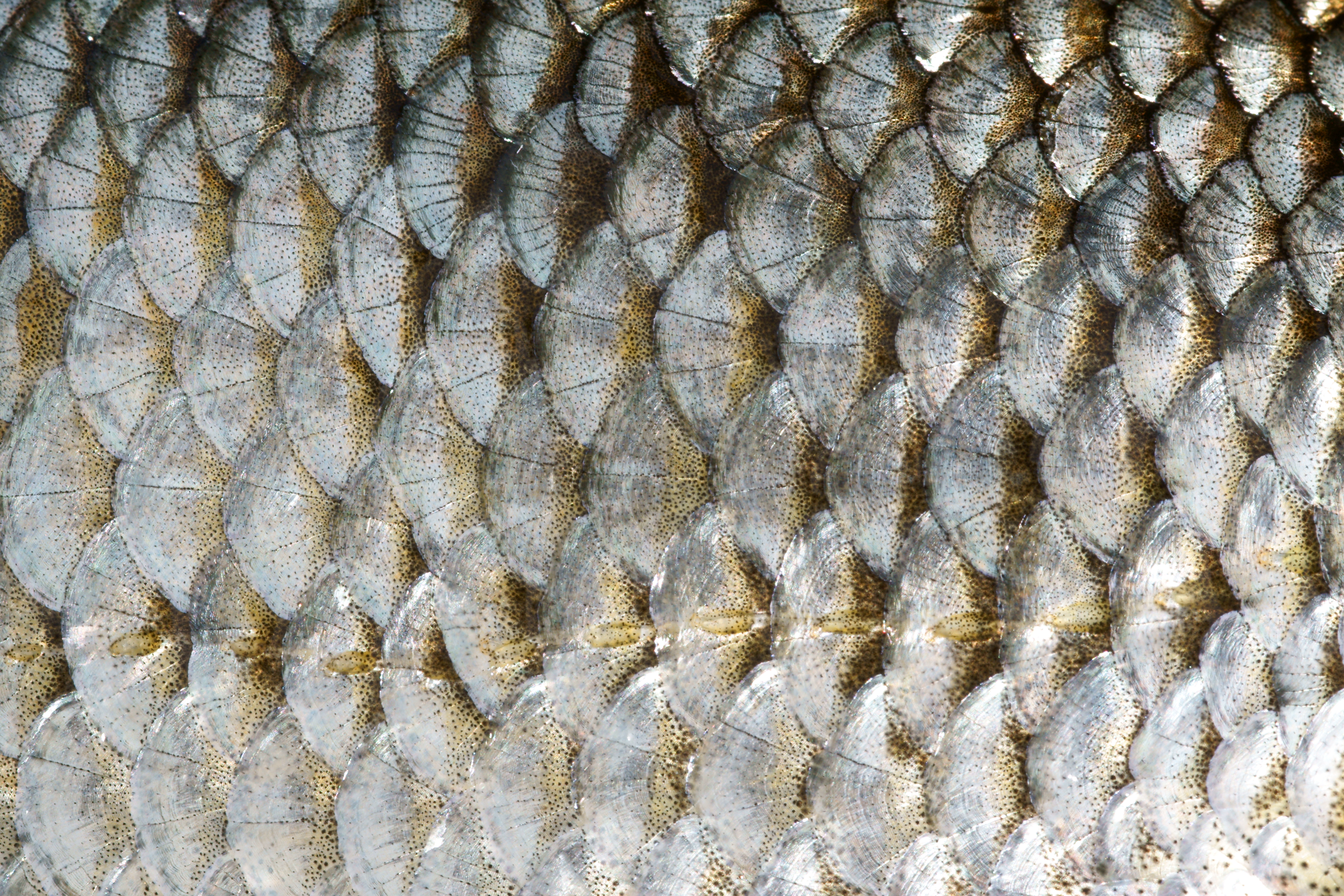
Fjäll på en mört.

Fjäll, grekiska lepid, latin squama, avser inom zoologi de små hårda skyddande plattor som skjuter ut från huden på många reptiler och fiskar. De strukturer av keratin som finns på benen på de flesta fåglar kallas också för fjäll.